# Stonewall, Louisiana
Stonewall är en kommun (town) i DeSoto Parish i Louisiana. Vid 2010 års folkräkning hade Stonewall 1 814 invånare.